# Aleksiej Korszkow
Aleksiej Władimirowicz Korszkow, ros. Алексей Владимирович Коршков (ur. 9 stycznia 1974 w Nowosybirsku) – rosyjski hokeista, reprezentant Kazachstanu, trener.
Jego syn, Jegor (ur. 1996), także został hokeistą.

## Kariera zawodnicza
- Mietałłurg Aczyńsk (1991-1992)
- Olimpija Kirowo-Czepieck (1993-1995)
- CSKA 2 Moskwa (1995/1996)
- Sibir Nowosybirsk (1995-1998)
  -  Sibir 2 Nowosybirsk (1997/1998)
- CSKA Moskwa (1998/1999)
- Sibir Nowosybirsk (1998-1999)
- Dinamo-Eniergija Jekaterynburg (1999-2000)
- Sibir Nowosybirsk (2000-2003)
  -  Sibir 2 Nowosybirsk (2000/2001, 2002/2003)
- Zauralje Kurgan (2003-2004)
- Kazakmys Karaganda (2004-2006)
  -  Kazakmys Karaganda (2004/2005)
- Kazakmys Sätbajew (2006-2008)
- Mołot-Prikamje Perm (2008)
- Saryarka Karaganda (2008-2010)
- Jertys Pawłodar (2010-2012)

Przez wiele lat grał w ligach rosyjskich na pierwszym, drugim i trzecim poziomie rozgrywkowym. Od 2004 do 2012 był zawodnikiem drużyn kazachskich, występujących zarówno w lidze kazachskiej, jak i w rozgrywkach rosyjskich. W ostatnim w karierze sezonie 2011/2012 rywalizował w lidze kazachskiej ze swoim 17-letnim synem Jegorem, grającym wówczas w Barysie 2 Astana.
Po otrzymaniu obywatelstwa Kazachstanu został reprezentantem tego kraju. Uczestniczył w turnieju mistrzostw świata edycji 2007 (Dywizja I) oraz w kwalifikacjach do Zimowych Igrzysk Olimpijskich 2010.

## Kariera trenerska
- HK Nowosybirsk (2012-2013), asystent trenera
- Sibir Nowosybirsk do lat 18 (2015-2016), główny trener
- Krasnojarskie Rysi Krasnojarsk (2016-2017), asystent trenera
- HK Riazań (2017), asystent trenera
- Kuznieckie Miedwiedi Nowokuźnieck (2017), główny trener
- Sibirskie Snajpiery Nowosybirsk (2018-2019), asystent trenera
- HK Aktobe (2020-), główny trener

Po zakończeniu kariery zawodniczej został trenerem. Początkowo pracował w rodzinnym Nowosybirsku. W sezonie 2016/2017 był asystentem w drużynie Krasnojarskich Rysiów w juniorskich rozgrywkach NMHL. Pracował tam do początku stycznia 2017, po czym został asystentem w sztabie HK Riazań w rozgrywkach WHL. Od września do grudnia 2017 był szkoleniowcem drużyny Kuznieckich Miedwiedów Nowokuźnieck w juniorskich rozgrywkach MHL edycji 2017/2018. W kolejnym sezonie MHL (2018/2019) był w sztabie Sibirskich Snajpierów w Nowosybirsku. W 2020 został głównym trenerem kazachskiego zespołu HK Aktobe.

## Sukcesy
Klubowe
- Złoty medal wyższej ligi: 2002 z Sibirem Nowosybirsk
- Puchar Kazachstanu: 2005 z Kazakmysem Karaganda, 2006, 2008 z Kazakmysem Sätbajew
- Srebrny medal mistrzostw Kazachstanu: 2005 z Kazakmysem Karaganda, 2007 z Kazakmysem Sätbajew, 2012 z Jertysem Pawłodar
- Złoty medal mistrzostw Kazachstanu: 2006 z Kazakmysem Karaganda, 2010 z Saryarką Karaganda
- Brązowy medal rosyjskiej wyższej ligi: 2008 z Kazakmysem Sätbajew